# 楚里清
楚里 清（そり きよし、1952年 - ）は、日本画家。
1952年広島県呉市に生まれる。1978年愛知県立芸術大学を卒業する。1980年愛知県立芸術大学大学院を修了。1982年～1987年愛知県立芸術大学非常勤助手。
日本画の手法を用いながらも、西洋画的な描写による作風。動物を題材にした作品が多い。日本美術院院友。
今は河合塾美術研究所勤務
2015年第70回春の院展入賞